# Joseph Bollig
Joseph Bollig (* 19. Mai 1906 in Opladen; † 23. August 1983 ebenda) war ein deutscher Politiker (CDU). Er gehörte von 1946 bis 1966 dem Landtag von Nordrhein-Westfalen an.

## Leben
Bollig machte im Jahr 1925 sein Abitur, um anschließend bis 1928 die Rechts- und Staatswissenschaften an den Universitäten Köln und Berlin zu studieren. Seit dem Studium war er Mitglied der katholischen Studentenverbindungen KStV Suevia Köln und KStV Guestphalia Berlin im KV. Im November 1928 absolvierte er sein Referendarexamen und im Juli 1931 folgte die Promotion. Im Juni des darauffolgenden Jahres legte er die große juristische Staatsprüfung ab. Einen Monat später fing er an beim Amts- und Landgericht Köln als Rechtsanwalt zu arbeiten. Später war er auch Justitiar der Firma Schusterinsel AG in Opladen. Ab 1945 wurde er mit der Verwaltung des gesamten beschlagnahmten Vermögens im Rhein-Wupper-Kreis beauftragt.

## Politik
Bollig gehörte vor dem Zweiten Weltkrieg der Deutschen Zentrumspartei an, dessen Vorstandsmitglied in der Ortsgruppe Köln St. Gereon er von 1932 bis 1933 auch war. Nach dem Zweiten Weltkrieg trat er in die CDU ein, deren Vorsitzender er von 1946 bis 1948 im Rhein-Wupper-Kreis war. Von 1946 an war Bollig bis 1948 Mitglied und Vorsitzender der CDU-Fraktion des Kreistages im Rhein-Wupper-Kreis. Bollig wurde 1946 zum Mitglied der zweiten Ernennungsperiode bestimmt und wurde ein Jahr später mit dem Direktmandat im Wahlkreis 048 Unterer Rhein-Wupper-Kreis als Direktkandidat in den Landtag von Nordrhein-Westfalen gewählt, dem er insgesamt vom 19. Dezember 1946 bis zum 23. Juli 1966 angehörte.